# 피터 오노라티
피터 오노라티(Peter Onorati, 1954년 5월 16일 ~ )는 미국의 텔레비전 배우, 영화배우, 성우이다.

## 방송
- 스와트

## 영화
- 배트맨 vs. 로빈 (2015년)
- 웨스트 엔드 (2014년)
- 더 하우스 댓 잭 빌트 (2009년)
- 올인 (2006년)
- 엘 코테즈 (2006년) - 카를로 루소 역
- 블러드 딥 (2005년)
- 에브리바디 헤이츠 크리스 (2005년)
- 오더너리 시너 (2001년)
- 저스티스 리그 언리미티드 (2001년)
- 키싱 유 (2000년)
- 배트맨 비욘드 - 시리즈 (1999년)
- 저스트 루킹 (1999년)
- 타이쿠스 (1998년)
- 리벤지 2 (1998년)
- 로켓 맨 (1997년)
- 킬링 포인트 (1996년)
- 낫 라이크 어스 (1995년) - 샘 클락 역
- 닥터 킬러 (1995년)
- 비밀 캠프 (1994년)
- K9 캅스 (1993년)
- 리오 그란데 (1993년)
- 시티 레인져 (1993년)
- 내전 (1991년)
- 위험한 살인 (1990년)
- 헐리웃 스토리 (1990년)
- 좋은 친구들 (1990년)
- 아파치 (1990년) - 라이스 역